# Amulance
Amulance ist eine US-amerikanische Thrash-, Power- und Speed-Metal-Band aus Aurora, Illinois, die im Jahr 1984 gegründet wurde, sich 1990 auflöste und seit dem Jahr 2007 wieder aktiv ist.

## Geschichte
Die Band wurde im Jahr 1984 gegründet und bestand aus dem Gitarristen Bob Luman, dem Bassisten Thom Braddish, dem Schlagzeuger Eric Wedow und dem Sänger Rik Baez. Nachdem der zweite Gitarrist Vince Varriale im Januar 1986 zur Band gekommen war, folgte das Demo The Rage Within, das sechs Lieder umfasste, im Jahr 1987. Dadurch erlangte die Band einen Vertrag bei New Renaissance Records, worüber 1988 das Debütalbum Feel the Pain erschien. Da Eric Wedow an den folgenden Touren nicht teilnehmen konnte, verließ er noch im selben Jahr die Band. Nach neun Monaten stieß Tony Divozzo als neuer Schlagzeuger zur Band. Divozzo war bei den Aufnahmen zum Tonträger The Aftermath dabei, der jedoch nicht erscheinen sollte, da sich die Band Anfang 1990 auflöste. Divozzo sollte später Darklin Reach beitreten.
Im Jahr 2007 wurde das Demo The Rage Within im Rahmen der Kompilation The Rage Within: And the Aftermath über Stormspell Records wiederveröffentlicht, wobei hierauf auch die Aufnahmen zu The Aftermath enthalten waren. Zudem waren auch zwei Live-Videos enthalten, die zwischen 1988 und 1989 aufgenommen wurden. Zur Veröffentlichung des Tonträgers hatte die Band wieder zusammen gefunden, woraufhin 2008 Auftritte in Übersee folgten. Einen Monat vor diesen Konzerte stieg Divozzo bei der Band aus, dem Varriale kurz darauf folgte. Im Jahr 2009 kamen der Schlagzeuger Ed Foltz und der Gitarrist Pat Cassidy zur Band für einen Auftritt auf dem Headbangers Open Air Festival in Deutschland im Jahr 2010. Zudem arbeitete die Band an einem neuen Album, aus dem aus Zeitgründen nur die EP Deutschland entstand. Die Band hatte zur Veröffentlichung der EP vorher einen Vertrag bei Stormspell Records (u. a. Immaculate, Invection und Space Eater) unterzeichnet. Nach dem Auftritt in Deutschland im Jahr 2010, begab sich die Band zurück in die USA und pausierte, ehe die Band 2013 wieder zusammenfand, wobei Chuck Hamilton als neuer Bassist in der Band war.

## Stil
Die Band kombiniere laut thethrashmetalguide.com Speed-, Thrash- und Power-Metal und sei somit mit den frühen Overkill und Helstar vergleichbar. Die Band mixe oft alle Stile in einem Lied, wobei der Anteil der jeweiligen Stile variiere. Der Gesang sei vergleichbar mit dem von Kai Hansen oder Iron Angels Dirk Schröder.

## Diskografie
- 1987: The Rage Within (Demo, Eigenveröffentlichung)
- 1989: Feel the Pain (Album, New Renaissance Records)
- 2007: The Rage Within: and the Aftermath (Kompilation, Stormspell Records)
- 2010: Deutschland (EP, Stormspell Records)